# Mateusz Kwiatkowski
Mateusz Kwiatkowski (ur. 23 listopada 1992 w Szczecinku) – polski piłkarz zawodnik Świtu Nowy Dwór Mazowiecki. Występuje na pozycji pomocnika. 

## Kariera piłkarska
Karierę rozpoczynał w juniorskich zespołach z województwa zachodniopomorskiego, a w 2010 roku przeniósł się do drużyn młodzieżowych Ruchu. W kadrze pierwszego zespołu znalazł się rok później, a w Ekstraklasie zadebiutował 19 listopada 2012(dts) roku w przegranym meczu przeciw Pogoni Szczecin.